# Vrstva (geologie)

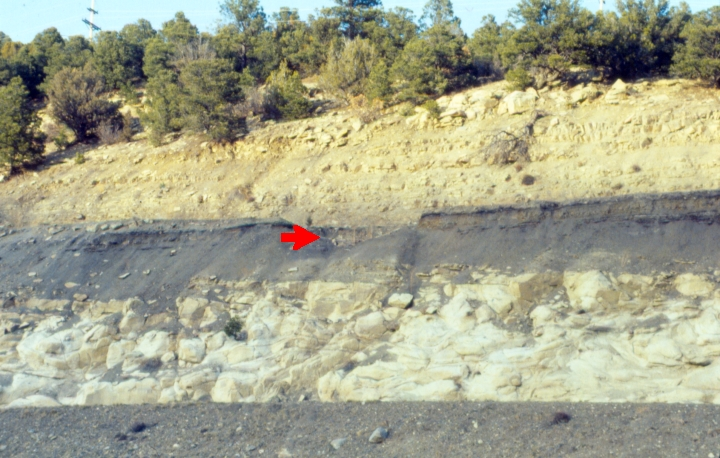
KT hranice mezi vrstvami

Vrstva je odborný termín z geologie, kterým se označuje deskovité těleso tvořené horninou či ledem, jenž je přibližně v horizontální poloze vůči nadložní a spodní vrstvě. Při pohledu na několik vrstev je možno mezi nimi lépe či hůře rozlišit přechod, kde dochází ke změně v jejich složení. Sled vrstev se nazývá souvrství.
Vrstvy mohou být tvořeny jak sedimentárními horninami, tak i metamorfními a magmatickými.
U sedimentárních vrstev je možné na jejich základě určovat stáří hornin, jelikož jejich vznik je spojen s pravidlem superpozice, kdy starší vrstvy jsou hlouběji a mladší jsou nad nimi. V některých případech se stává, že díky erozi během ukládání jsou některé vrstvy odneseny a později překryty novými, což vytváří časovou mezeru ve vrstvách. V takovém případě se hovoří o hyátu.

## Charakteristiky

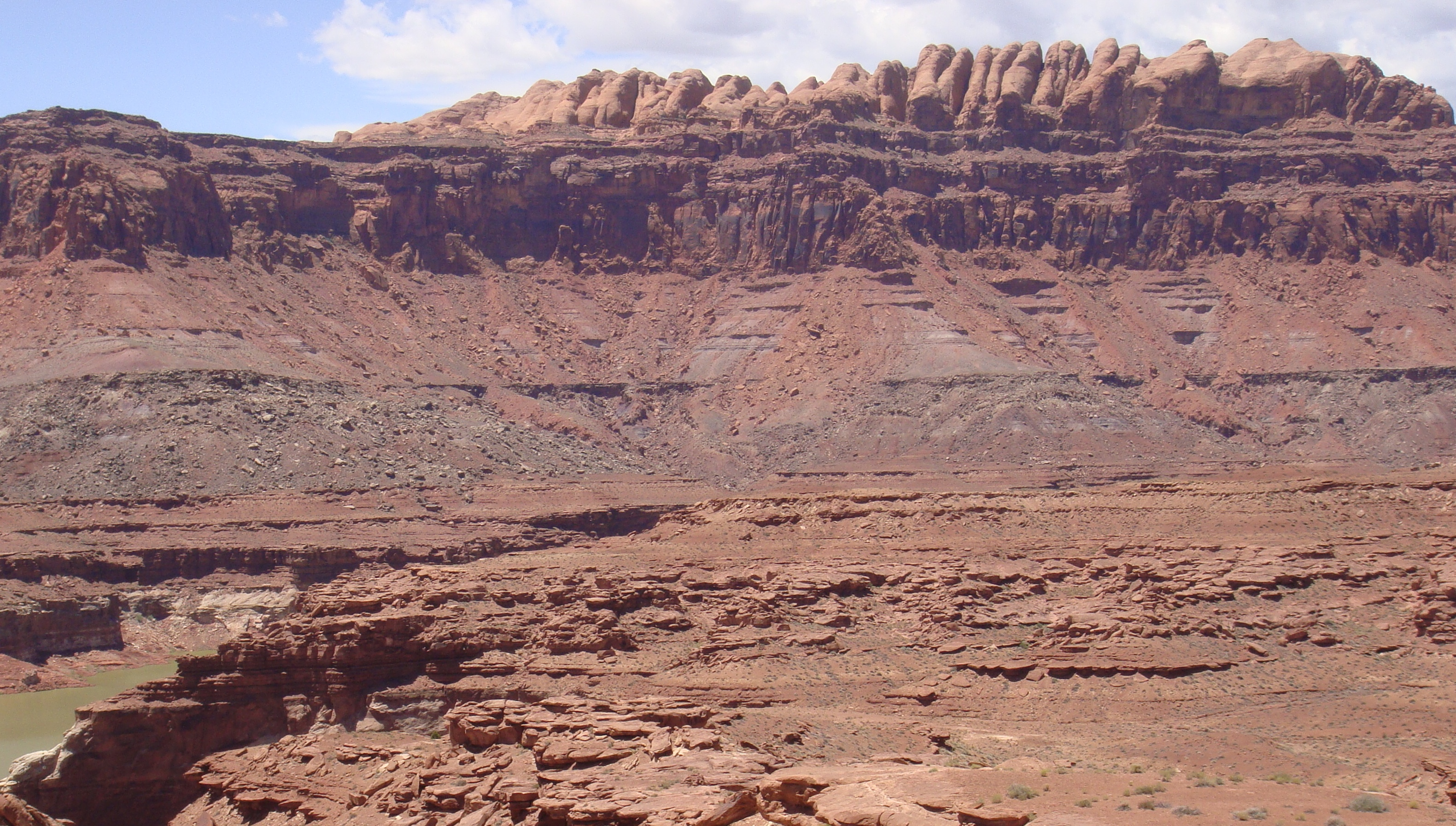
Vrstvy od permu do jury v náhorní plošině v Coloradu, oblast jihovýchodního Utahu, demonstruje principy stratigrafie. Tyto vrstvy tvoří většinu slavných prominentních horninových formací ve velkých chráněných územích jako je Capitol Reef National Park a Canyonlands National Park. Shora dolů: oblé světle hnědé pokrytí Navajo Sandstone, vrstvená rudá Kayenta Formation, srázovitý, vertikálně spojený rudý Wingate Sandstone, svahovitá nafialovělá Chinle Formation, vrstevnatá světle červená Moenkopi Formation a bílý vrstevnatý pískovec Cutler Formation. Obrázek z Glen Canyon National Recreation Area, Utah

Každá vrstva je obecně jedna z mnoha paralelních vrstev, které leží jedna na druhé, uloženy přírodními silami. Mohou se šířit přes stovky čtverečních kilometrů povrchu Země. Vrstvy je možno obvykle sledovat jako pásy různě zbarveného nebo strukturovaného materiálu odkrytého na útesech, silničních stavbách, lomech a na březích řek. Jednotlivé pásy se mohou lišit ve tloušťce od několika milimetrů po několik kilometrů nebo víc. Každý pás reprezentuje specifický způsob usazování: říční naplavenina, plážový písek, uhelná bažina, písečná duna, lávové koryto, atd.

## Stratigrafie
Věda zabývající se vrstvami a zvrstvením se nazývá stratigrafie. Vrstvy jsou základní stavební jednotkou.
Vrstvy hornin představují geologické záznamy o podmínkách, které panovaly v době jejich vzniku. Vrstvy a souvrství bývají pojmenovány podle geografických objektů (město, region, pohoří, např. lunzské vrstvy), kde byly poprvé popsány, nebo podle charakteristické litologie – hornin, které je tvoří (např. menilitové vrstvy).
Mocností vrstvy je kolmá vzdálenost mezi spodní a vrchní částí vrstvy. Pro různě mocné vrstvy se používají zvláštní názvy:
- lamina: s mocností menší než 1 cm
- deska: mocná 1 – 20 cm
- lavice: mocná 20 – 100 cm
- masivní vrstva: více než 100 cm